# Быстримовка
Быстримовка (каз. Быстримовка) — село в Сандыктауском районе Акмолинской области Казахстана. Входит в состав сельского округа Лесной. Код КАТО — 116449200.

## География
Село находится на реке Жыланды в центральной части района, в 17 км на юго-запад от центра района села Балкашино, в 12 км на юго-запад от центра сельского округа села Лесное.

### Улицы[2][3]
- ул. Бейбитшилик,
- ул. Жастар,
- ул. Орталык.

### Ближайшие населённые пункты
- село Граниковка в 4 км и село Речное в 9 км на севере,
- село Жиланды в 12 км на юго-западе,
- село Лесное в 12 км на северо-востоке
- село Максимовка в 13 км на юго-востоке,
- село Петровка в 14 км на востоке,
- село Новокронштадка в 16 км на западе,

## Население
В 1989 году население села составляло 369 человек (из них русских 68%, немцев 27%).
В 1999 году население села составляло 266 человек (144 мужчины и 122 женщины). По данным переписи 2009 года, в селе проживало 178 человек (97 мужчин и 81 женщина).
| Численность населения | Численность населения | Численность населения |
| 1989                  | 1999                  | 2009                  |
| --------------------- | --------------------- | --------------------- |
| 369                   | ↘266                  | ↘178                  |

## Известные жители и уроженцы
- Макарин, Василий Филиппович (1906—1978) — Герой Социалистического Труда.